# Kloster St. Gregor (Munster)
Das Kloster St. Gregor oder Abtei Münster im Gregoriental, auch Gregorienmünster (lat. Abbatia Monasteriensis in valle Gregoriana / in valle sancti Gregorii; Patron: St. Gregor der Große) war eine Benediktinerabtei in der Stadt Munster im Oberelsass. Sie bestand bis zur Säkularisation 1791. Die Gebäude wurden im Ersten Weltkrieg weitgehend zerstört.

## Geschichte
Die Klostergründung erfolgte frühestens um das Jahr 633, eher jedoch um 660 (−675) ausgehend vom Colmarer Königshof unter König Childerich II. und während der Regierungszeit des Herzogs Eticho. Der erste Mönchskonvent kam vermutlich aus dem Kloster Luxeuil. Nach dem Münsterer Klosterpatron St. Gregor dem Großen wurde die Abtei später auch Gregorienmünster genannt. Von hier aus erschloss man sodann die südlichen Vogesen. Während der spätmerowingischen und karolingischen Zeit stellte der Konvent von Münster im 7. bis 9. Jahrhundert eine Reihe von Straßburger Bischöfen, zudem war die Abtei in die kaiserliche Politik des Karolingerreichs eingebunden. 826 erfolgte die Bestätigung der Immunität durch Kaiser Ludwig den Frommen. Die Stauferkaiser Friedrich I. und Friedrich II. übergaben im Hochmittelalter dem Kloster reiche Schenkungen. Die Stadt Münster entwickelte sich in der Folgezeit rund um das Kloster und bekam den Stadtnamen Munster von Monasterium, dem lateinischen Wort für Kloster. Im Jahr 1235 erhielt das Kloster die Gerichtsherrschaft über das Gregoriental und die Stadt Munster, womit es zur Reichsabtei wurde. Das Territorium der Reichsabtei Gregorienmünster bestand mindestens seit dem Spätmittelalter aus dem hinteren Teil des Fechttales, zahlreichen Dörfern in der Ebene und der Hälfte der Stadt Colmar.
In der Reformationszeit wurde die freie Reichsstadt Münster im Gregoriental protestantisch, die Benediktinerabtei blieb jedoch altgläubig katholisch. 1575 bestätigte die Klostergemeinschaft durch das Abkommen von Kientzheim die Bekenntnisfreiheit der Einwohner und verpflichtete sich, den Pastor von Munster zu entlohnen. Im Dreißigjährigen Krieg wurden die Stadt und ihre Umgebung stark in Mitleidenschaft gezogen. Die Abtei schloss sich im Gefolge des Westfälischen Friedens, der die Abtretung der Landeshoheit über das Elsass vom Alten Reich an das Königreich Frankreich brachte, 1659 der sogenannten Lothringischen Benediktinerkongregation an. Gleichzeitig übernahm 1659 der erste französische Abt, Dom Charles Marchant, die Leitung des Klosters. Die stark beschädigten Klostergebäude wurden zwischen 1682 und 1686 wieder aufgebaut. Das Abtspalais wurde erst zwischen 1786 und 1789 fertiggestellt. Die Klosterbibliothek war noch im 18. Jahrhundert wegen ihrer Handschriften hoch geschätzt und wurde nach 1790 von der Stadt Colmar übernommen. 1790/91 wurde die Abtei durch das revolutionäre Frankreich aufgehoben.